# Euronext
Euronext NV — пан-європейська фондова біржа, що має філії в 7 країнах Європи : Бельгії (Euronext Brussels), Франції (Euronext Paris), Нідерландах (Euronext Amsterdam), Португалії (Euronext Lisbon), Ірландії (Euronext Dublin), Італії (Borsa Italiana) та Норвегії (Euronext Oslo). На додаток до акцій і деривативів, група компаній Euronext надає послуги клірингу і фінансову інформацію. У грудні 2021 року на ній було зареєстровано майже 2 000 емітентів з ринковою капіталізацією 6,9 трлн євро.

## Історія
Група компаній Euronext була утворена 22 вересня 2000 року в результаті злиття Амстердамської, Брюссельської і Паризької фондових бірж з метою дати об'єднаній біржі перевагу на фінансовому ринку Європи. У грудні 2001 року Euronext придбала акції Лондонської міжнародної біржі фінансових ф'ючерсів і опціонів (LIFFE), ставши її власником. Починаючи з 2003 року всі похідні інструменти, які торгуються на всіх дочірніх біржах, торгуються в системі LIFFECONNECT — електронної трейдингової платформі LIFFE. В 2002 році група злилася з Португальської фондовою біржею, яка була згодом перейменована в Euronext Lisbon.
За підсумками торгів формується один з найважливіших європейських фондових індексів Euronext 100.
На початку червня 2006 року було оголошено про майбутнє злиття Нью-Йоркської фондової біржі і Euronext. В результаті цього злиття, яке відбулося 4 квітня 2007 року, була утворена компанія NYSE Euronext .
У листопаді 2013 IntercontinentalExchange отримала дозвіл від регулюючих органів на придбання NYSE Euronext, домовленість про операцію була досягнута роком раніше.
У 2014 IntercontinentalExchange виділила в окрему компанію Euronext (без LIFFE) і в червні провела її IPO, продавши 60% акцій. За тиждень до первинного розміщення, група європейських банків і фінансових груп, серед яких Banco Espirito Santo, BNP Paribas, Société Générale і Euroclear, придбала 33% частку Euronext з дисконтом 4% від ціни IPO з умовою не продавати свої акції протягом трьох років.